# Словникова стаття
Словникова стаття — основна структурна одиниця будь-якого словника.
Словникова стаття складається з:
- заголовної одиниці;
- тексту, що роз'яснює заголовну одиницю і описує її основні характеристики

## Структура словникової статті

### Ліва частина словника
Словникова стаття будь-якого словника починається з заголовного слова (по-іншому: заголовне слово, гасло, лема, чорне слово — від напівжирного шрифту, яким зазвичай виділено найголовніше слово).
Сукупність заголовних слів утворює словник, або ліву частину словника. Вибір словника (які саме слова увійдуть в даний словник, а які не увійдуть) залежить від призначення словника (вузькоспеціальний, універсальний і т. ін.)
Словник може складатися з мовних одиниць:
- фонем (звуків) — останнім часом набувають широкого розвитку у зв'язку з розробкою автоматичного розпізнавання мови;
- морфем (приставок, коренів, суфіксів ..) — для словників морфем, граматичних словників, словотворчих словників;
- лексем (слів в «основній формі») — за цим критерієм побудовано більшість словників: тлумачних, орфографічних та ін.;
- словоформ (слів в певному числі, відмінку ..) — для граматичних словників, словників рим та ін.;
- словосполучень (не одне слово, а кілька так чи інакше пов'язаних слів) — наприклад, для фразеологічних словників, словників ідіом, словників кліше та ін.

Іноді словник складається з лексем і словосполучень (наприклад, для енциклопедичних словників).

### Права частина словника
Права частина словника — та, в якій пояснюється заголовна одиниця.
Структура словникової статті визначається завданнями словника. Зони правої частини розробляються для кожного словника. Це можуть бути: список синонімів даного слова (для словника синонімів), переклад слова (для словників іноземних слів), розкриття поняття, яке описується даним словом, з можливим додатком графіків, схем, малюнків (для енциклопедичних словників) тощо. Наприклад, права частина тлумачного словника, як правило, включає зони:
- граматична;
- стилістична;
- тлумачення;
- ілюстрації (цитати, вислови);
- тип значення (пряме, переносне);
- словотворче гніздо;
- так звана «заромбова» частина (фразеологізми);
- та ін.

Часто всередині словникової статті може перебувати область (зона) приміток (або просто примітки). Примітки можуть бути стилістичні, граматичні та інші. Найбільш часто примітки розташовуються відразу після заголовного слова, але можуть бути і в інших місцях (наприклад: застар. — застаріле значення, рідко. — значення рідко вживано, наук. — наукове значення).